# Белоусов, Юрий Борисович
Юрий Борисович Белоусов (23 сентября 1942 года, Москва, РСФСР — 11 апреля 2017 года, Москва, Российская Федерация) — советский и российский фармаколог, заведующий кафедрой клинической фармакологии лечебного и педиатрического факультетов РГМУ, главный клинический фармаколог Росздравнадзора. Доктор медицинских наук, профессор, член-корреспондент РАН.

## Биография
В 1965 г. окончил 2-й Московский государственный медицинский институт им. Н.И. Пирогова. В 1967 г. вернулся в Москву, поступил в аспирантуру под научное руководство терапевта-кардиолога, академика АМН СССР, профессора Павла Евгеньевича Лукомского.
Трудовую деятельность начал в 1965 г. в должности главного врача Ильинской участковой больницы Кольчугинского района Владимирской области.
С 1971 г. работал на кафедре госпитальной терапии лечебного факультета 2-го Московского государственного медицинского института им. Н.И. Пирогова: ассистентом, затем — доцентом.
В 1971 г. защитил кандидатскую диссертацию по теме «Функциональные свойства тромбоцитов при инфаркте миокарда», в 1984 г. защитил докторскую диссертацию по теме «Клинико-патогенетические аспекты диссеминированной внутрисосудистой коагуляции при ишемической болезни сердца и недостаточности кровообращения».
В 1984 г. организовал в институте кафедру клинической фармакологии лечебного и педиатрического факультетов, которой руководил до 2016 г., в дальнейшем был её почетным профессором.
В 1987 г. первым в Советском Союзе организовал на кафедре курс клинической фармакологии факультета усовершенствования врачей, последипломную подготовку на кафедре прошли более 4000 врачей, более 200 ординаторов и аспирантов.
В 1990-х гг. создал лабораторию фармакокинетических исследований, которой и руководил.
Похоронен на Хованском Центральном кладбище, участок № 58.

## Научные достижения
В 1976 г. вместе с профессорами В.А. Люсовым и И. Бокаревым им был обобщён опыт лечения больных с тромбозами и геморрагиями в книге «Лечение тромбозов и геморрагий в клинике внутренних болезней». Разработал фармакокинетические и фармакодинамические подходы к применению пролонгированных теофиллинов при муковисцидозе и бронхиальной астме.  Впервые показал благоприятное воздействие антагонистов кальция на функцию серотониновых рецепторов у больных с артериальной гипертензией. Под его руководством проводились изучение сравнительной эффективности и безопасности современных средств: антагонистов кальция, β-блокаторов, ингибиторов ангиотензин-превращающего фермента, которые впоследствии успешно внедрялись в клиническую практику.
В числе монографий: 
- «Клиническая фармакология»,
- «Клиническая фармакология и фармакотерапия»,
- «Национальное руководство по клинической фармакологии»,
- «Основы клинической фармакологии и рациональной фармакотерапии. Руководство для практикующих врачей»,
- «Клиническая фармакокинетика. Практика дозирования лекарств»,
- «Клиническая фармакология болезней органов дыхания»,
- серия «Атлас лекарственных средств» для педиатра, гастроэнтеролога, терапевта, уролога.

Руководил авторскими коллективами при создании учебных пособий: «Планирование и проведение клинических исследований лекарственных средств» (2000), «Клинический проектный менеджмент» (2003), «Этическая экспертиза биомедицинских исследований. Практические рекомендации» (2005).
Одним из первых в стране использовал сегодня уже известные антитромботические (стрептокиназа и урокиназа, антиагреганты — аспирин, пентоксифиллин) и гемостатические средства.
Автор более 500 научных работ, в том числе:
- первого в стране учебника и руководства для врачей по клинической фармакологии
- учебника[какого?],
- 10 руководств для врачей,
- 6 монографий,
- 1 справочник,
- 32 методических пособия для студентов и врачей,
- большое количество журнальных публикаций.

Он получил 2 авторских свидетельства[какие?].

## Научно-организационная деятельность
Под его руководством защищены 22 кандидатские и 2 докторские диссертации;

являлся главным клиническим фармакологом Министерства здравоохранения Российской Федерации, заместителем председателя Фармакологического комитета Министерства здравоохранения Российской Федерации, председателем Межведомственного совета по антибиотической политике при Министерстве здравоохранения Российской Федерации, заместителем председателя научно-организационного комитета и председателя Совета экспертов «Федерального руководства для врачей по использованию лекарственных средств».
Выступил одним из основателей Российского национального конгресса «Человек и лекарство» и вице-президентом конгрессов I-XXI созывов, вице-президентом Межрегиональной общественной организации фармакоэкономических исследователей, Всероссийской ассоциации по борьбе с инсультом, генеральным директором Национального общества по атеротромбозу.
По его инициативе были созданы многие российские общественные организации:
- Российское общество клинических фармакологов и фармакотерапевтов (вице-президент),
- Национальная ассоциация по борьбе с инсультом (вице-президент),
- Российское общество клинических исследователей (председатель президиума),
- Межрегиональная ассоциация фармакоэкономических исследований (вице-президент),
- Региональное общество фармакоэпидемиологических исследований (президент).

Был одним из основателей и избирался вице-президентом Российского национального конгресса «Человек и Лекарство» 9 созывов.

С 2000 г. он возглавлял Комитет экспертов по разработке и созданию Российского лекарственного формуляра, который с тех пор ежегодно обновляется.
Выступил одним из основателей Национального конгресса терапевтов и президентом Российского научного медицинского общества терапевтов.
Являлся главным редактором ряда рецензируемых медицинских журналов: «Качественная клиническая практика», «Фарматека», «Архив внутренней медицины».